# Religión de Urartu
La religión o mitología de Urartu es el sistema de creencias adoptado por el antiguo reino de Asia Occidental que existió entre los siglos VIII y VI en el Altiplano Armenio. La religión de Urartu tenía los rasgos característicos de los reinos despóticos politeístas de Oriente Próximo y hundía sus raíces en otros sistemas religiosos más antiguos de Mesopotamia y Anatolia. Al igual que otras religiones del Antiguo Oriente, la religión urartiana presentaba un amplio panteón de divinidades que patrocinaban distintos fenómenos, siendo su dios supremo el dios Jaldi. Los urartianos contactaban con las divinidades del panteón a través de sacrificios rituales. La religión urartiana incluía, asimismo, elementos típicos del Antiguo Oriente, tales como el árbol de la vida, la serpiente, el disco alado, etc., con análogos en otros sistemas religiosos de la Antigua Mesopotamia. Un rasgo característico de la religión urartiana era su relativa tolerancia religiosa debida a la estructura multinacional del reino.

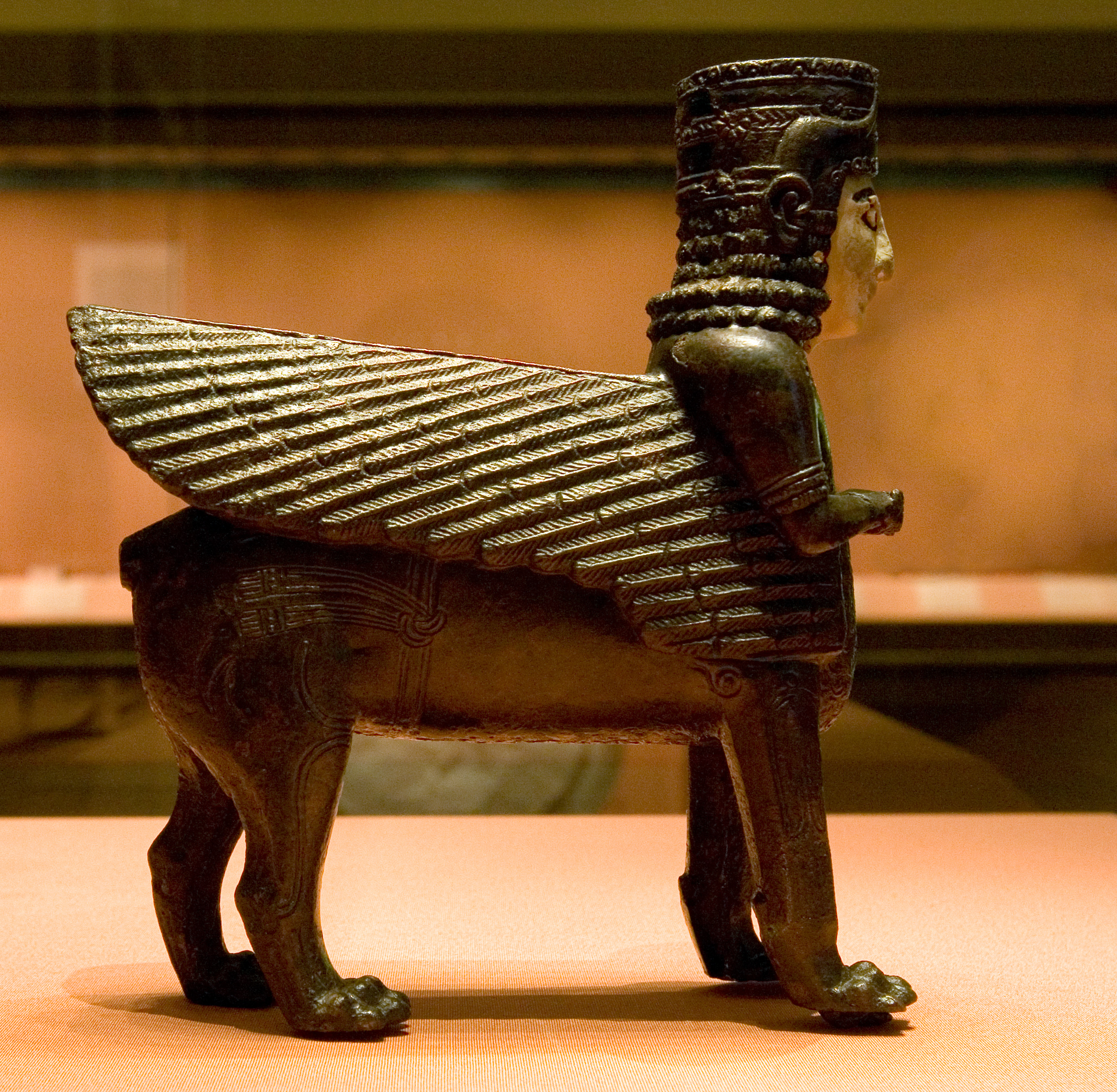
Divinidad urartiana alada, bronce, Toprak-kale, Hermitage

## Fuentes para el estudio de la religión urartiana

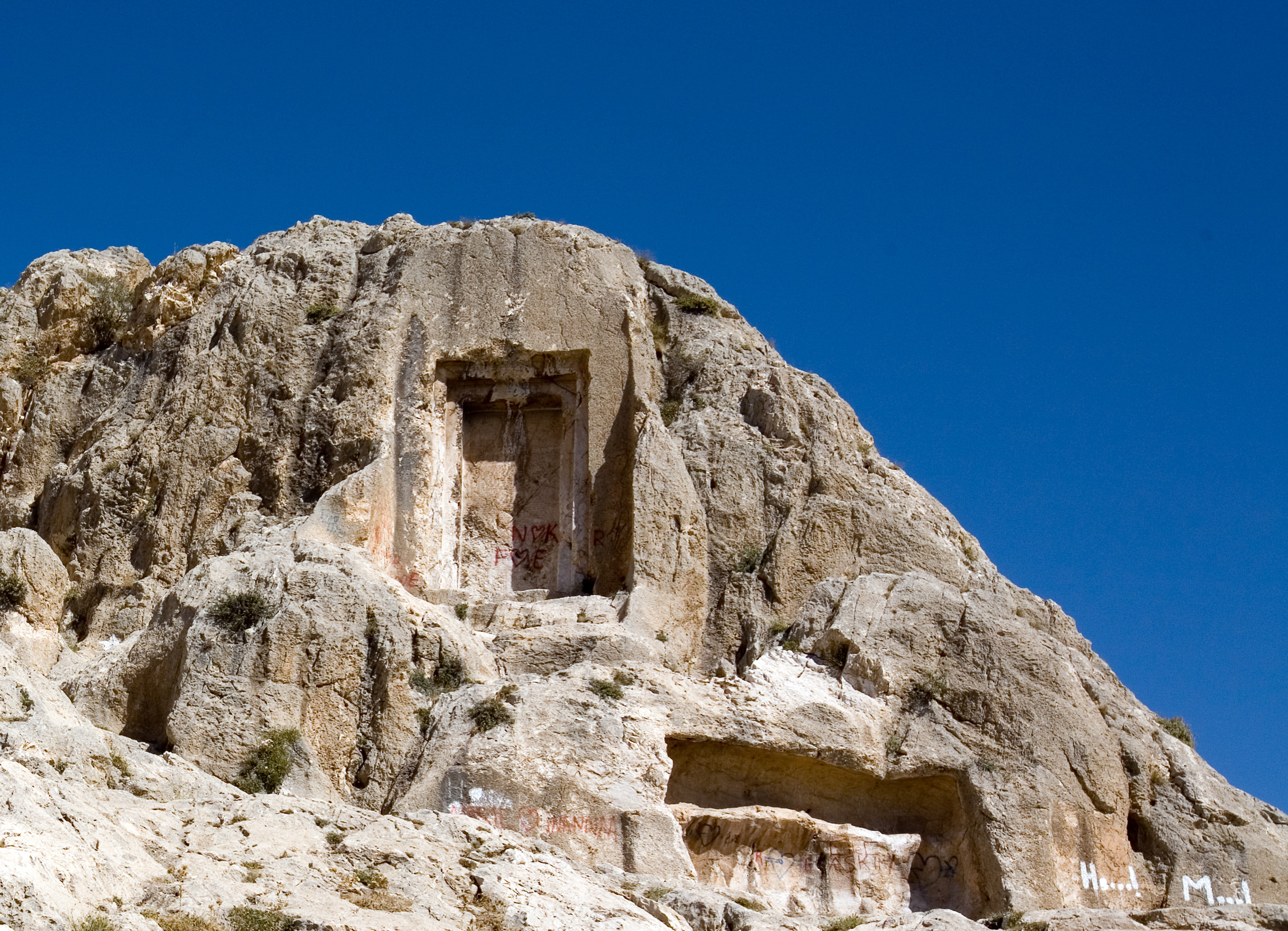
La llamada Puerta de Mjer, el "portal del dios", cerca de Rusajinili

## Ritos funerarios

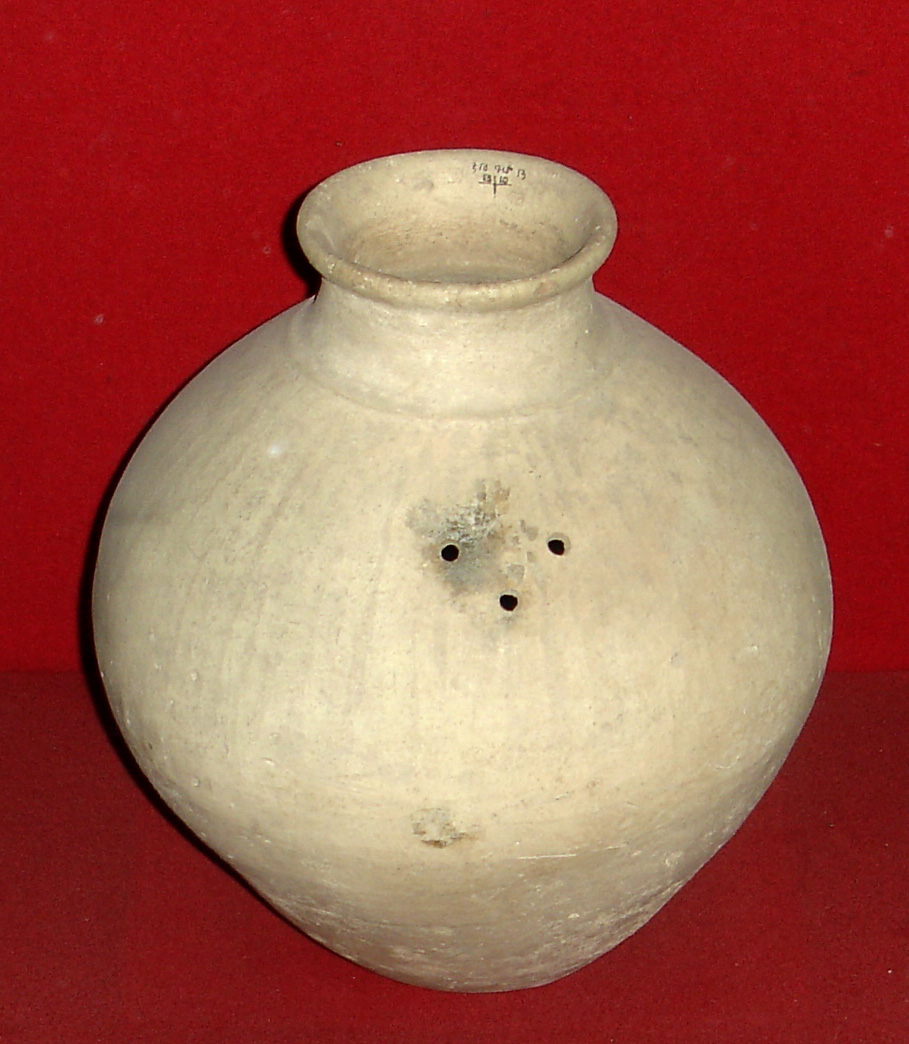
Urna funeraria urartiana, Karmir-Blur, Museo Erebuni